# Museo di arte contemporanea (Teheran)
Il museo di arte contemporanea di Tehran (in persiano موزه هنرهای معاصر تهران‎, anche noto come TMoCA) è tra i più grandi musei dell'Iran.
Ospitato nel Palazzo Saadabad comprende più di 3000 opere d'arte, del XIX e XX secolo, di artisti europei e statunitensi, tra cui quadri, stampe, disegni e sculture. Il TMoCA possiede anche una delle più ampie collezioni di arte moderna e contemporanea iraniana.
Il museo fu inaugurato da Farah Pahlavi nel 1977, due anni prima della rivoluzione iraniana. Si suppone che il museo abbia la più ricca collezione di arte moderna, al di fuori di Europa e Nord America.

## Artisti presenti
- Paul Gauguin: Still Life with Head-Shaped Vase and Japanese Woodcut
- Wassily Kandinsky
- Jackson Pollock
- Claude Monet
- Camille Pissarro
- Vincent van Gogh: At Eternity's Gate
- Pierre-Auguste Renoir
- James Ensor
- Édouard Vuillard
- André Dunoyer de Segonzac
- Jules Pascin
- André Derain: Golden Age
- Louis Valtat
- Georges Rouault
- Fernand Léger
- Pablo Picasso: Baboon and Young, Painter and Model
- Alberto Giacometti: Standing Woman
- Max Ernst: Capricorn >
- René Magritte: The Therapeutae
- George Grosz
- John Hoyland
- Diego Rivera
- Jasper Johns
- Andy Warhol
- Roy Lichtenstein
- Jim Dine
- Peter Phillips
- James Rosenquist
- Fritz Winter
- Joan Miró
- William Turnbull
- Victor Vasarely
- Adolph Gottlieb
- Richard Hamilton
- Georges Braque
- Jean-Paul Riopelle
- Edvard Munch
- Pierre Soulages
- Edgar Degas
- Mary Cassatt
- Maurice Prendergast
- František Kupka
- Max Beckmann
- James Whistler
- Edward Hopper
- Henry Moore
- Giorgio Morandi
- Noreen Motamed
- Giacomo Balla
- Marcel Duchamp
- Marino Marini: Horse and Rider
- Aydin Aghdashloo
- Parviz Tanavoli: Sanctified 1
- Sterling Ruby
- Henry Peach Robinson: Landing the Catch
- Ansel Easton Adams: Canyon de Chelly
- Bahman Mohasses: Tryst
- Arnaldo Pomodoro
- Yaacov Agam